# Albrecht Altdorfer

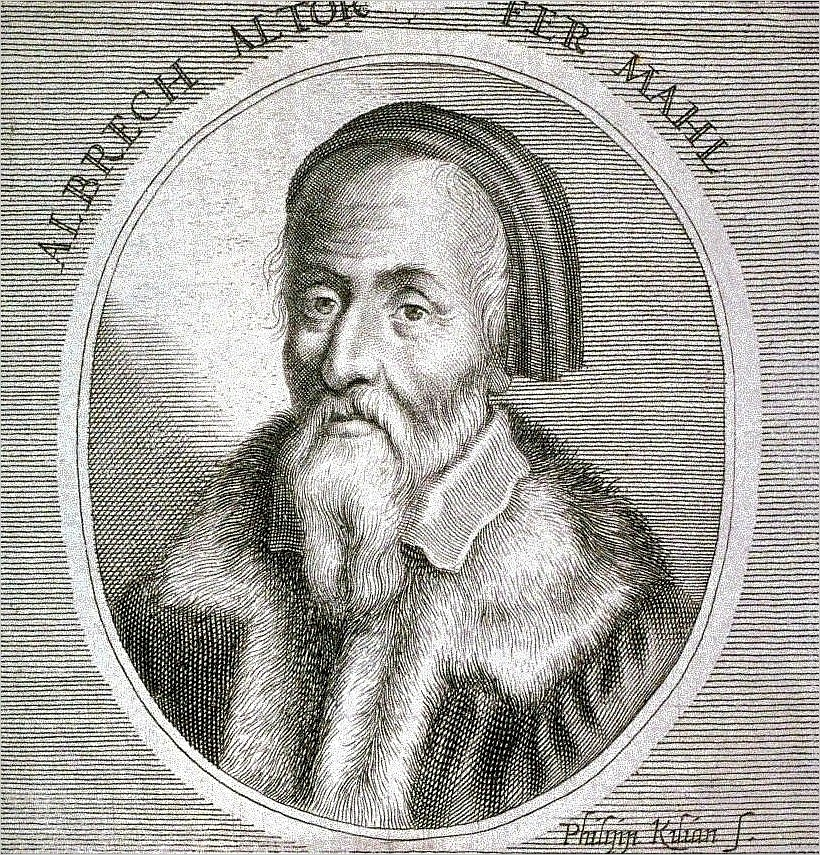
Albrecht Altdorfer de Philipp Kilian

Albrecht Altdorfer (n. 1480, Regensburg, Germania – d. 12 februarie 1538, Regensburg, Sfântul Imperiu Roman) a fost un pictor, grafician și arhitect german.
Majoritatea picturilor sale au temă religioasă.

## Date biografice și opera

#### Tinerețe
În tinerețe a frecventat probabil atelierul vreunui miniaturist din Regensburg, lucrările sale de început (Familia omului sălbatic, 1507, Berlin) prezentând o manieră picturală extrem de migăloasă. Judecând după creația sa în ansamblu, pictorul a fost influențat de Lucas Cranach cel Bătrân, de Marx Reichlich ș. a., el cunoscând, pesemne, atât opera lui Albrecht Dürer, cât și pe cea a lui Michael Pacher.

#### Călătorii
În 1511, întreprinde o călătorie de studii pe firul Dunării, până în Austria, natura și sălbăticia priveliștilor alpine exercitând o puternică și perenă înrâurire asupra imaginației sale artistice. Este verosimil să‑l fi întâlnit cu acest prilej, la Passau, pe Wolf Huber, și să fi văzut, la Sankt Wolfgang, celebrul retablu gotic al lui Pacher.

#### Ocupații
În 1526 este numit arhitect oficial al Regensburgului; în același an devine membru în Consiliul municipal interior, dar în 1528 refuză să accepte funcția de primar al acestui important oraș și port pe Dunăre, pentru a nu fi stânjenit în activitatea sa de pictor.

#### Lucrări
În lucrările cu tematică religioasă, cum ar fi cele trei cicluri epice de la mânăstirea Sankt Florian din Austria Superioară (Patimile lui Iisus, Legenda Sf. Sebastian, Legenda Sf. Florian - cca 1518-1525), își ia niște libertăți cu totul ieșite din comun față de tradițiile și canoanele existente, preferând o narațiune vioaie - relatată într‑un stil popular savuros - și înțesată cu numeroase detalii figurate în spiritul picturii de gen. În același timp artistul se dovedește a fi un colorist de excepție („...acest roșu‑rubiniu, acest verde de smarald, acest albastru sunt toate incandescente, ca și cum s‑ar suprapune unui fond de aur..., ele depășesc noțiunea obișnuită de culoare și relevă esențele vii... ale lucrurilor“ - afirmă Otto Benesch), el putând sta, cu cinste, alături de Dürer și Grünewald. Suverana stăpânire a culorii, dar și a compoziției, este ilustrată cu brio și prin lucrarea sa poate cea mai prodigioasă, admirată unanim încă de pe vremea romantismului (de ex. de Fr. von Schlegel), și anume Bătălia lui Alexandru (sau Alexandru îl înfrânge pe Darius la Arbela, 1529, München, Alte Pinakothek), în care dramei omenești din prim‑plan îi răspunde, în fundal, drama cosmică a elementelor, fără ca natura, cu toată grandoarea ei, să‑l strivească pe om. Este o supremă demonstrare a esenței acestei picturi, a laturii ei, „de apocaliptic, de vizionar, de spirit elementar“ (O. Benesch). Arta europeană îi rămâne însă tributară îndeosebi pentru poezia naturii, pe care a știut s‑o tălmăcească, prin mijloace picturale, în toată dimensiunea ei inefabilă. El este autorul primului tablou pictat în ulei, înfățișând un peisaj autonom (fără „stafaj“, adică figurație umană), din Europa (Peisaj dunărean la Regensburg, 1522-1525, München, Alte Pinakothek), fiind totodată și cea mai înaltă expresie a Școlii dunărene. A mai realizat Frescele Băii imperiale din Regensburg (1525, astăzi fragmente în muzeele de la Budapesta și Regensburg), ca și numeroase desene și gravuri pe aramă (peisaje, compoziții cu tematică religioasă, studii de arhitectură ș.a.), contribuind de asemenea - dar într‑o proporție încă neelucidată - la executarea comenzilor, cu specific artistic, lansate de Maximilian I (Carul de triumf, Poarta triumfală, Cartea de rugăciuni a împăratului Maximilian). Alte lucrări importante: Sf. Gheorghe în pădure, Popas în timpul fugii în Egipt, Nașterea Mariei, Nașterea lui Iisus, Fecioara în slavă, Sf. Gheorghe omorând balaurul, Scenă de curte, Suzana la baie, Loth și fiicele sale, Cerșetoria îi calcă trufiei pe coadă.

## Opere (Selecție)
| Tablou                                            | Titlu | An                 | Dimensiuni / Material                                    | Expoziție / Colecție / Proprietar               |
| ------------------------------------------------- | --- | ------------------ | -------------------------------------------------------- | ----------------------------------------------- |
| Pocăirea sfântului Ieronim                        | Pocăirea sfântului Ieronim, partea stângă a Icoanei Domnului Isus Hristos Stigmatizarea sfântului Francisc                                                                                  | 1507               | 23,5 × 20,4 cm ulei pe lemn                              | Berlin: Galeria de Artă                         |
| Stigmatizarea sfântului Francisc                  | Stigmatizarea sfântului Francisc, Partea dreaptă a icoanei lui Isus Hristos Stigmatizarea sfântului Francisc                                                                                | 1507               | 23,5 × 20,4 cm ulei pe lemn                              | Berlin: Galeriile de Artă                       |
| Popasul Fecioarei Maria în fuga spre Egipt        | Popasul Fecioarei Maria în fuga spre Egipt | 1510               | 57 × 38 cm Ulei pe lemn                                  | Berlin: Galeriile de Artă                       |
| Pădure toamna cu sfântul Gheorghe                 | Pădure toamna sau Lupta cu dragoni a sfântului Gheorghe | în 1510            | 28 × 22 cm Ulei pe pergament, Montat pe lemn de tei      | München: Vechea Pinacotecă                      |
| Altarul sfântului Sebastian                       | Altarul sfântului Sebastian (în aripa din stânga, scene de sus: Hristos pe Muntele Maslinilor, Capturarea lui Isus Hristos, Scenele de jos: Coroana de spini, spălarea mâinilor lui Pilat ) | în 1509–1516       | 112 × 95 cm ulei pe lemn                                 | Augustiner-Chorherrenstift St. Florian - Linz   |
| Altarul sfântului Sebastian                       | Altarul sfântului Sebastian (aripa din dreapta, scene de sus: Hristos la Caiafa, Flagelarea lui Hristos, scenele de jos: Răstignirea lui Hristos)                                           | în 1509–1516       | 112 × 95 cm Ulei pe lemn                                 | Augustiner-Chorherrenstift St. Florian din Linz |
| Altarul sfântului Sebastian                       | Altarul sfântului Sebastian (aripa din dreapta, scene de sus: Martiriul sfântului Sebastian)                                                                                                | în 1509–1516       | 128,5 × 94,3 cm Ulei pe lemn                             | Augustiner-Chorherrenstift St. Florian din Linz |
| Altarul sfântului Sebastian                       | Altarul sfântului Sebastian (aripa din dreapta, scene de jos: Salvarea trupului sfântului Sebastian)                                                                                        | în 1509–1516       | 128,5 × 94,3 cm Ulei pe lemn                             | Augustiner-Chorherrenstift St. Florian din Linz |
| Altarul sfântului Sebastian                       | Altarul sfântului Sebastian(partea exterioară a aripii stângi: Învierea lui Hristos) | 1518               | 70,5 × 37 cm                                             | Muzeul de Istorie a Artei, Viena                |
| Sebastiansaltar                                   | Altarul sfântului Sebastian (partea exterioară a aripii stângi: Înmormântarea lui Hristos)                                                                                                  | 1518               | 70,5 × 37 cm                                             | Muzeul de Istorie a Artei, Viena                |
| Suita Florian                                     | Sfântul Florian, scene din legenda Sfântului Florian: Sfântul Florian își ia rămas bun de la mănăstire                                                                                      | 1530               | 79,5 × 64 cm Ulei pe lemn                                | Florența: Galeriile Uffizi                      |
| Suita Florian                                     | Altarul Sfântului Florian, scene din legenda sfântului Florian: Capturarea sfântului Florian                                                                                                | în 1516–1518       | 79,5 × 64 cm Ulei pe lemn                                | Nürnberg: Muzeul Național German                |
| Floriansfolge                                     | Altarul Sfântului Florian, scene din legenda sfântului Florian: Apariția sfântului Florian                                                                                                  | în 1520            | ulei pe lemn                                             | Nürnberg: Muzeul Național German                |
| Suita Florian                                     | Altarul sfântului Florian, scene din legenda sfântului Florian: Martiriul sfântului Florian                                                                                                 | între 1510 și 1519 |                                                          | Praga: Galeria Națională                        |
| Suita Florian                                     | Altarul sfântului Florian, scene din legenda sfântului Florian: Martiriul sfântului Florian                                                                                                 | 1530               | 76 × 67 cm Ulei pe lemn                                  | Florența: Galeriile Uffizi                      |
| Suita Florian                                     | Altarul sfântului Florian, scene din legenda sfântului Florian: Găsirea sfântului Florian                                                                                                   | în 1516–1518       | 79,5 × 64 cm Ulei pe lemn                                | Nürnberg: Muzeul Național German                |
| Kreuzigung                                        | Răstignirea | 1512               | 101,5 × 116 Ulei pe lemn                                 | Kassel: Galeriile de artă - Vechii maeștri      |
| Victoria Împăratului Carol cel Mare la Regensburg | Victoria Împăratului Carol cel Mare la Regensburg | în 1518            | 81,4 × 67 cm Pictură pe lemn de tei                      | Nürnberg: Muzeul Național German                |
| Peisaj cu podeț                                   | Peisaj cu podeț | în 1518–1520       | 41,2 × 35,5 cm Ulei pe pergament, montată pe lemn de tei | Londra: National Gallery                        |
| Nașterea Fecioarei                                | Nașterea Fecioarei | în 1520            | 140,7 × 130 cm Ulei pe lemn                              | München: Vechea Pinacotecă                      |
| Nașterea lui Hristos                              | Nașterea lui Hristos | în 1520/1525       | 44,5 × 36,1 cm                                           | Muzeul de Istorie a Artei, Viena                |
| Peisajul Dunării cu Castelul Wörth                | Peisajul Dunării cu Castelul Wörth | în 1522            | 30 x 22 cm Ulei pe lemn                                  | München: Vechea Pinacotecă                      |
| Răstignirea                                       | Răstignirea | în 1526            | 29 × 21 cm Lemn de tei                                   | Berlin: Galeria de Artă                         |
| Bătălia lui Alexandru                             | Bătălia lui Alexandru | 1529               | 158 × 120 cm Ulei pe lemn                                | München: Vechea Pinacotecă                      |
| Lanț muntos                                       | Lanț muntos | 1530               | 53,1 × 45,1 cm Ulei pe lemn                              | Hachiōji: Muzeul de Arta - Fuji, Tokyo          |
| Susanna și cei doi bătrâni                        | Susanna și cei doi bătrâni | 1526               | 74,8 × 61,2 cm Ulei pe lemn                              | München:Vechea Pinacotecă                       |
| Muntele Calvar                                    | Muntele Calvar | 1526               | 41 × 33 cm Ulei pe lemn                                  | Nürnberg: Muzeul Național German                |